# Référentiel Renow
Le Référentiel Renow est le référentiel de normalisation web du Gouvernement luxembourgeois. Il s'inscrit dans le cadre de l'initiative eLuxembourg et du plan directeur de la mise en œuvre des technologies de l'information au sein de l'État. C'est l'un des services d'e-gouvernance proposés aux acteurs étatiques et para-étatiques luxembourgeois par le Centre des technologies de l'information de l'État (CTIE).
Renow se formalise par une démarche qualité web, dite centrée sur l'utilisateur. Basé sur des normes internationales ainsi que sur des retours d'expérience client et utilisateur, Renow a pour principaux objectifs l'ergonomie et l'accessibilité du Web.
Destiné à répondre à la fois aux besoins des citoyens, des entreprises et des administrés, il concerne un parc d'environ 130 sites web.

## Historique
Au début des années 2000, le Gouvernement luxembourgeois a entrepris une refonte stratégique et complète de ses sites web dans le but de parvenir à un paysage homogène. Cette volonté a notamment abouti à la création d'une identité visuelle commune, à la mise en place de fonctionnalités standards et à des principes de navigation similaires.
Cette mise en place s’est traduite par une première version de référentiel, nommée initialement « Charte 1 », charte qui a évolué et s’intitule désormais Renow pour Référentiel de Normalisation Web.

## Domaine d'application
Renow est applicable dès lors qu'il y a d'un côté un utilisateur (citoyen, entreprise, etc.) et de l'autre une présence Internet de l’État, quelle que soit la technologie utilisée.
Il concerne donc :
- tous les portails web, tous les sites web institutionnels, les Extranet[8] ;
- toutes les versions mobiles de ces sites comme la version de Guichet mobile[9] ;
- tous services, procédures ou applications accessible publiquement en ligne, comme les services proposés sur les volets « citoyens » et « entreprises » du site de Guichet[10] ou encore le portail cartographique luxembourgeois[11].

## Sept points clés

### Une politique d'urbanisation des présences Internet
La stratégie Internet de Renow vise à proposer un nombre volontairement réduit de portails fédérateurs et thématiques.
Il s'agit plus précisément de :
- limiter le nombre de présences Internet à de grands portails fédérateurs ;
- structurer l'information de manière thématique, parlante pour l'utilisateur (proche des besoins et de la démarche intuitive) ;
- ne pas se baser sur la logique organisationnelle des instances concernées.

### Une démarche centrée sur l'utilisateur
Renow privilégie une démarche centrée sur l'utilisateur impliquant celui-ci tout au long du cycle de vie d'un produit, dans le respect de la norme ISO 9241-210. Le processus de conception sous-jacent s'attache à évaluer les besoins et les attentes des utilisateurs et à les impliquer activement.
La démarche prévoit des points de contrôle assurance qualité pour simplifier le travail des équipes projet.

### Des critères de qualité
Renow est composé d'environ 300 critères qualité couvrant les thématiques du contenu, de la qualité technique et graphique, de la simplicité d'usage, de l'accessibilité, etc. Il vise à tenir un baromètre qualité du web public luxembourgeois en réalisant des benchmarks.

### Un centre de compétences
Renow propose un centre de compétences multidisciplinaire, similaire à une mini-société de service interne au Gouvernement luxembourgeois avec des compétences diversifiées et des rôles bien définis : maître d'ouvrage, graphiste, spécialiste en communication visuelle, spécialiste en expérience utilisateur, designer d'interaction, développeur web, spécialiste de la rédaction web, expert en accessibilité. Cette équipe propose aux organismes concernés par Renow l'assistance ainsi que les formations et l'accompagnement continu nécessaire à la réalisation d'un projet web.

### Un guide de style / Corporate identity
Renow définit une identité graphique, via un ensemble de règles de base de charte graphique, afin de garantir une approche visuelle homogène à travers l'ensemble du parc de sites.

### Le pack Renow
Renow propose aux sites concernés un ensemble :
- de rubriques de support standard (par exemple : « Contact », « Liens », « Site map », etc.) ;
- de fonctionnalités réutilisables telles qu'une lettre d'information personnalisée, un moteur de recherche performant, un système d'agenda, etc.

Chaque élément du pack est centralisé, modulable et réutilisable par les différentes entités clientes de Renow.
L'ensemble de ces éléments est proposé en trois versions linguistiques (français, anglais, allemand).

### Un framework technique centralisé
Renow est déployé sur la base d'une infrastructure technique centralisée, fondée sur un framework et un système de gestion de contenu (CMS) communs à tous les sites, basés sur des métadonnées, des modules et des templates, tous mis à disposition des administrations pour la réalisation de leurs sites.